# Anton Scharl

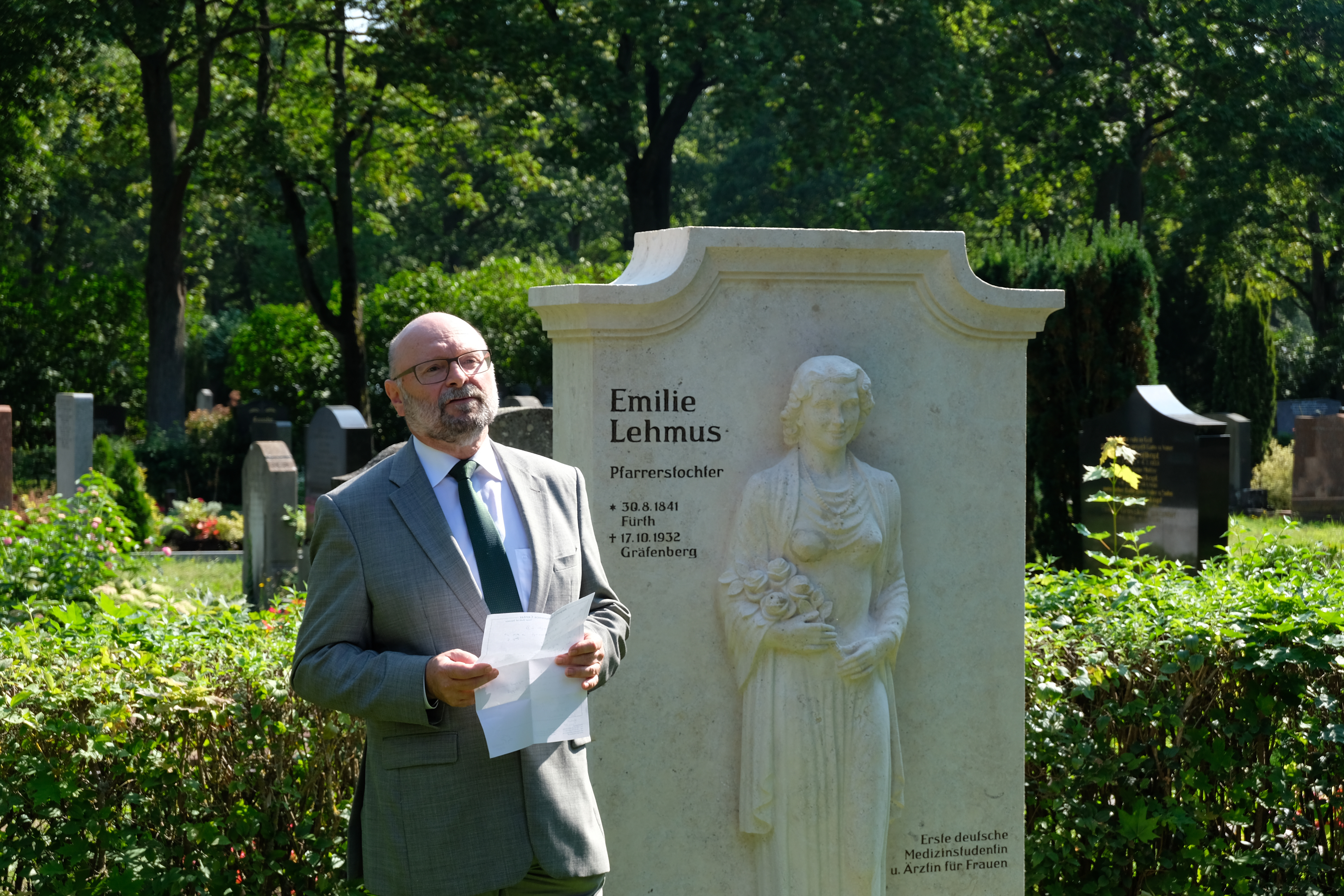
Anton Scharl, August 2019

Anton Johann Scharl (* 1957 in Amberg) ist ein deutscher Gynäkologe und Geburtshelfer.

## Leben und Wirken
Anton Scharl wurde in Amberg in der Oberpfalz geboren. Er machte das Abitur am Gregor-Mendel-Gymnasium in Amberg. Danach studierte er von 1976 bis 1982 Medizin an den Universitäten Regensburg und Erlangen-Nürnberg, wo er 1983 mit der Dissertation „Führt die Enzephalo- bzw. Neuromyosynangiose zu extra-intracraniellen Anastomosen?“ promoviert wurde. Danach leistete er seinen Wehrdienst als Fliegerarzt am Fliegerhorst Fürstenfeldbruck und in der Otto-Lilienthal-Kaserne Roth ab. 1984 war er als Assistenzarzt am Pathologischen Institut der Universität Erlangen unter Volker Becker tätig. Ab 1985 absolvierte Scharl an der Frauenklinik der Universität zu Köln unter Achim Bolte die Weiterbildung zum Facharzt für Gynäkologie und Geburtshilfe. Mit einem Stipendium der Deutschen Forschungsgemeinschaft war er 1989 und 1990 an der University of Chicago im Chicago Lying-in Institut tätig. Seit 1991 war er Oberarzt, seit 1992 leitender Oberarzt der Universitätsfrauenklinik Köln. 1993 wurde er an der Universität zu Köln über die „Metabilisierung und die zytotoxische Potenz von 16alpha-radioiodo-17beta-estradiol“ habilitiert. 1997 wechselte er als stellvertretender Klinikdirektor an die Frauenklinik der Johann Wolfgang Goethe-Universität Frankfurt am Main unter der Leitung von Manfred Kaufmann.
Im Jahr 2000 kehrte er in seine Heimatstadt Amberg zurück, wo er als Nachfolger von Dietrich Berg als Chefarzt die Leitung der Frauenklinik des Klinikums St. Marien übernahm. Seit 2017 ist er Direktor der Frauenkliniken Amberg-Weiden-Tirschenreuth. Zudem leitet er das zertifizierte Brustzentrum und das zertifizierte Gynäkologische Krebszentrum Amberg sowie das Perinatalzentrum Amberg-Weiden.

## Ehrungen
Anton Scharl ist Mitglied zahlreicher medizinischer Fachgesellschaften und Inhaber vieler Ämter und Funktionen. Unter anderem war Scharl von 2011 bis 2018 stellvertretender Vorsitzender der Arbeitsgemeinschaft Gynäkologische Onkologie (AGO) der DGGG und von 2010 bis 2016 Sprecher der Kommission Mamma der AGO. Von 2014 bis 2018 war er Mitglied des erweiterten Vorstands der Deutschen Krebsgesellschaft. Seit 2002 ist Scharl Vorsitzender der Fachgruppe Perinatologie, operative Gynäkologie und Mammachirurgie der BAQ (Bayerische Arbeitsgemeinschaft für Qualitätssicherung in der stationären Versorgung). 2013 wurde er ins Kuratorium der BAQ berufen. Seit 2013 ist er Mitglied des wissenschaftlichen Beirats der Deutschen Gesellschaft für Senologie und war 2015 Ko-Kongresspräsident der Jahrestagung der Deutschen Gesellschaft für Senologie. Seit 2016 im Vorstand wurde er 2018 zum Präsidenten der Deutschen Gesellschaft für Gynäkologie und Geburtshilfe (DGGG) gewählt. 2017 wurde er in den Vorstand des German Board and College of Obstetrics and Gynaecology und 2018 in den Vorstand der Deutschen Stiftung für Frauengesundheit berufen.

## Schriften (Auswahl)
- Anton Scharl: Führt die Enzephalo- bzw. Neuromyosynangiose zu extra-intracraniellen Anastomosen? (Dissertation), Friedrich-Alexander-Universität Erlangen-Nürnberg, 1983
- Anton Scharl, Manfred Kaufmann: Sentinel-Lymphknotenbiopsie beim Mammakarzinom – Standard of Care für das nächste Jahrtausend? Geburtshilfe Frauenheilk 59 (1999), 140–141
- Anton Scharl: Was ist DMP? Frauenheilkunde up2date 3 (2009), S. 3–6, doi:10.1055/s-0028-1098818
- Anton Scharl: Is Removal of the Primary Tumor Beneficial in Breast Cancer with Synchronous Metastases? – There May Be More than One Answer. Onkologie 34 (2011), S. 581–582, doi:10.1159/000334238
- Manfred Kaufmann, Serban-Dan Costa, Anton Scharl (Hrsg.): Die Gynäkologie. 3. Auflage, Springer Verlag, Berlin Heidelberg 2013, ISBN 978-3-642-20922-2
- Anton Scharl (Hrsg.): Aktuelle Empfehlungen zur Prävention, Diagnostik und Therapie primärer und fortgeschrittener Mammakarzinome. State of the Art 2013. Zuckschwerdt, München 2013, ISBN 978-3-86371-083-5
- Thorsten Kühn, Anton Scharl: Mammakarzinom: Standards, neue Entwicklungen und Kontroversen Klinikarzt 44 (2015), S. 71, doi:10.1055/s-0035-1547503
- Tanja Fehm, Monika Hampl, Wolfgang Janni, Sherko Kümmel, Anton Scharl, Peter Mallmann, Barbara Schmalfeldt, Jalid Sehouli: Zukunft der Gynäkoonkologie. Herausforderungen – Chancen. Gynäkologe 49 (2016), Heft 9, S. 670–673
- Anton Scharl, Annette Salterberg: Von Hysterie und Hysterektomie – oder warum die Gebärmutter ein ganz besonderes Organ ist Geburtshilfe Frauenheilk 76 (2016), S. 346–349, doi:10.1055/s-0035-1545715
- Anton Scharl, Annette Salterberg: Therapie des Mammakarzinoms mit Augenmaß. gyne 2/2016 34–41
- Anton Scharl, Volkmar Müller, Wolfgang Janni – im Namen der Kommission Mamma der Arbeitsgemeinschaft Gynäkologische Onkologie e.V. (AGO) (Hrsg.): Brustkrebs. Patientenratgeber zu den AGO-Empfehlungen 2016. Zuckschwerdt, München 2016, ISBN 978-3-86371-167-2